# Proprioseiopsis sexsetosus
Proprioseiopsis sexsetosus är en spindeldjursart som först beskrevs av Fox 1949.  Proprioseiopsis sexsetosus ingår i släktet Proprioseiopsis och familjen Phytoseiidae. Inga underarter finns listade i Catalogue of Life.